# Витте, Пётр Николаевич
Пётр Николаевич Витте (1948 — 2017) —  советский и украинский гигиенист, кандидат медицинских наук (1982), доцент, лауреат Государственной премии Украины в области науки и техники.

## Биография
Родился в семье профессора Н. К. Витте. После окончания средней школы поступил на лечебный факультет Киевского медицинского института, собираясь стать хирургом. Стал работать в Киевский НИИ гигиены труда и профзаболеваний с 1969, ещё будучи студентом. В 1982 защитил кандидатскую диссертацию «Гигиена и физиология труда женщин-операторов инкубационных цехов птицефабрик». Его работа по оценке и управлению риском урологических заболеваний, которую он выполнял как соисполнитель с Институтом урологии с 1995 до 1998 была премирована в 1999 году Академией медицинских наук Украины как лучшая.
Благодаря организаторским способностям и знанию английского языка работал в качестве руководителя международного отдела института, координировал сотрудничество с МОТ, ВОЗ, ЮНИСЕФ, и других международных организаций. В 2003 приглашён в Лондон в качестве постоянного члена созданной под патронатом Европейского союза и ВОЗ организации «Стратегическая инициатива развития возможностей этической экспертизы» и члена координационного комитета Европейского форума по надлежащей клинической практике, выступал с докладами в Южной Корее и Израиле, на конференциях CITI Program (Майами, США), был организатором обучающих программ в Украине Центра медицины после Холокоста (Хьюстон, США). С 2013 по 2015 работал по гранту от Международного центра Фогарти при Национальном институте здоровья США на разработку и реализацию стратегии развития медицины труда и последующих исследований в области экологии в Украине. Основным направлением его научной деятельности была эпидемиология профзаболеваний, руководил группой анализа и оценки профессиональных рисков.
Работал над международным проектом изучения радиационно-обусловленной катаракты после Чернобыльской катастрофы. Работа велась Институтом медицины труда Национальной совместно с Научным центром радиационной медицины, НМАПО и Колумбийским университетом. В результате исследований радиационной катаракты, в которых принимал участие, получены результаты, которые привели к пересмотру международных стандартов радиационной безопасности МАГАТЭ и ЕВРАТОМ: существенному (в 7,5 раза) уменьшению предельно допустимой дозы профессионального облучения хрусталика глаза, по этой теме в со-авторстве опубликована монография.
Участвовал в создании музея Института медицины труда, готовил интересные экспозиции. Его сестра, профессор по классу фортепиано Киевской консерватории — Наталья Петровна Витте, дала в конференц-зале фортепианный концерт в честь открытия коллажа христианских фресок, бывшего храма Мариинско-Благовещенской общины сестёр милосердия.
В апреле 2017 умер в результате инсульта.

## Публикации
- Юнк А., Кундиев Ю., Витте П., Воргул Б. Оценка риска радиации для органа зрения среди населения, находящегося под воздействием радиационного загрязнения окружающей среды. Бостон, 1999.